# Menophra confluens
Menophra confluens är en fjärilsart som beskrevs av Otto Staudinger 1896. Menophra confluens ingår i släktet Menophra och familjen mätare. Inga underarter finns listade i Catalogue of Life.